# Micromeria serbaliana
Micromeria serbaliana là một loài thực vật có hoa trong họ Hoa môi. Loài này được Danin & Hedge mô tả khoa học đầu tiên năm 1973.